# 大理公主
《大理公主》 片长30集，古装剧，由蒲藤晋执导，蒋丹、黄奕编剧，该片于2006年拍摄完毕并由央视八套于2009年1月20日播出。

## 概述
该剧以辛亥革命前后为时间背景，以云南大理为背景地点。讲述了两个同年同月同日生的女孩的爱、恨、情、仇，报复与宽容，迷茫和成长，表现大时代中大理命运。

## 演员
- 林心如 饰 段艾月
- 刘　涛 饰 杨阿细
- 王　斑 饰 刘伯恩
- 樊志起 饰 段沐海
- 徐　僧 饰 龙出来
- 金顺子 饰 赵宝珠
- 高宝宝 饰 严茶花
- 周世谊 饰 段濯仁
- 贾恒利 饰 段濯义
- 宋茜蒨 饰 雅姿
- 刘　畅 饰 段濯礼
- 钟伟华 饰 赵荃

## 脚注
1. ↑  《大理公主》迟到两年播出 王斑首登央视黄金档2008年06月25日 腾讯娱乐